# Corny-Machéroménil
Corny-Machéroménil ist eine französische Gemeinde mit 193 Einwohnern (Stand: 1. Januar 2022) im Département Ardennes in der Region Grand Est (bis 2015 Champagne-Ardenne). Sie gehört zum Kanton Rethel im Arrondissement Rethel sowie zum Gemeindeverband Pays Rethélois.

## Geographie
Die Gemeinde Corny-Machéroménil liegt zehn Kilometer nordöstlich von Rethel. Umgeben wird Corny-Machéroménil von den Nachbargemeinden Faissault im Norden, Saulces-Monclin im Osten, Auboncourt-Vauzelles im Südosten, Novy-Chevrières im Süden sowie Novion-Porcien im Westen.

## Geschichte
Im Jahr 1828 wurden die Gemeinden Corny-la-Ville und Machéroménil zur heutigen Gemeinde Corny-Machéroménil vereinigt.

## Bevölkerungsentwicklung
| Jahr                       | 1962 | 1968 | 1975 | 1982 | 1990 | 1999 | 2009 | 2019 |
| -------------------------- | ---- | ---- | ---- | ---- | ---- | ---- | ---- | ---- |
| Einwohner                  | 144  | 130  | 122  | 129  | 142  | 124  | 171  | 189  |
| Quellen: Cassini und INSEE |      |      |      |      |      |      |      |      |

## Sehenswürdigkeiten
- Kirche Saint-Denis
- Kirche Saint-André

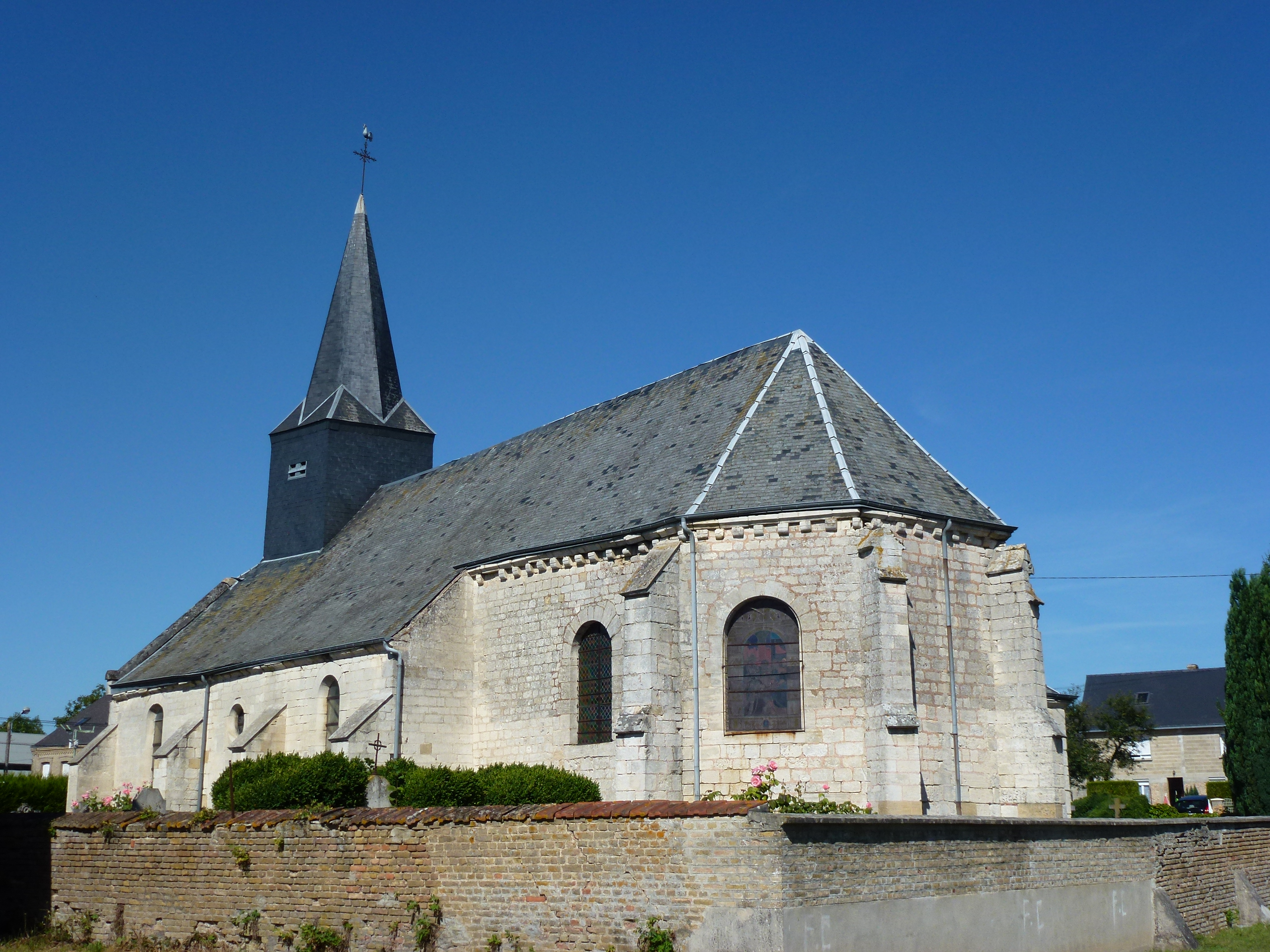
Kirche Saint-Denis de Corny
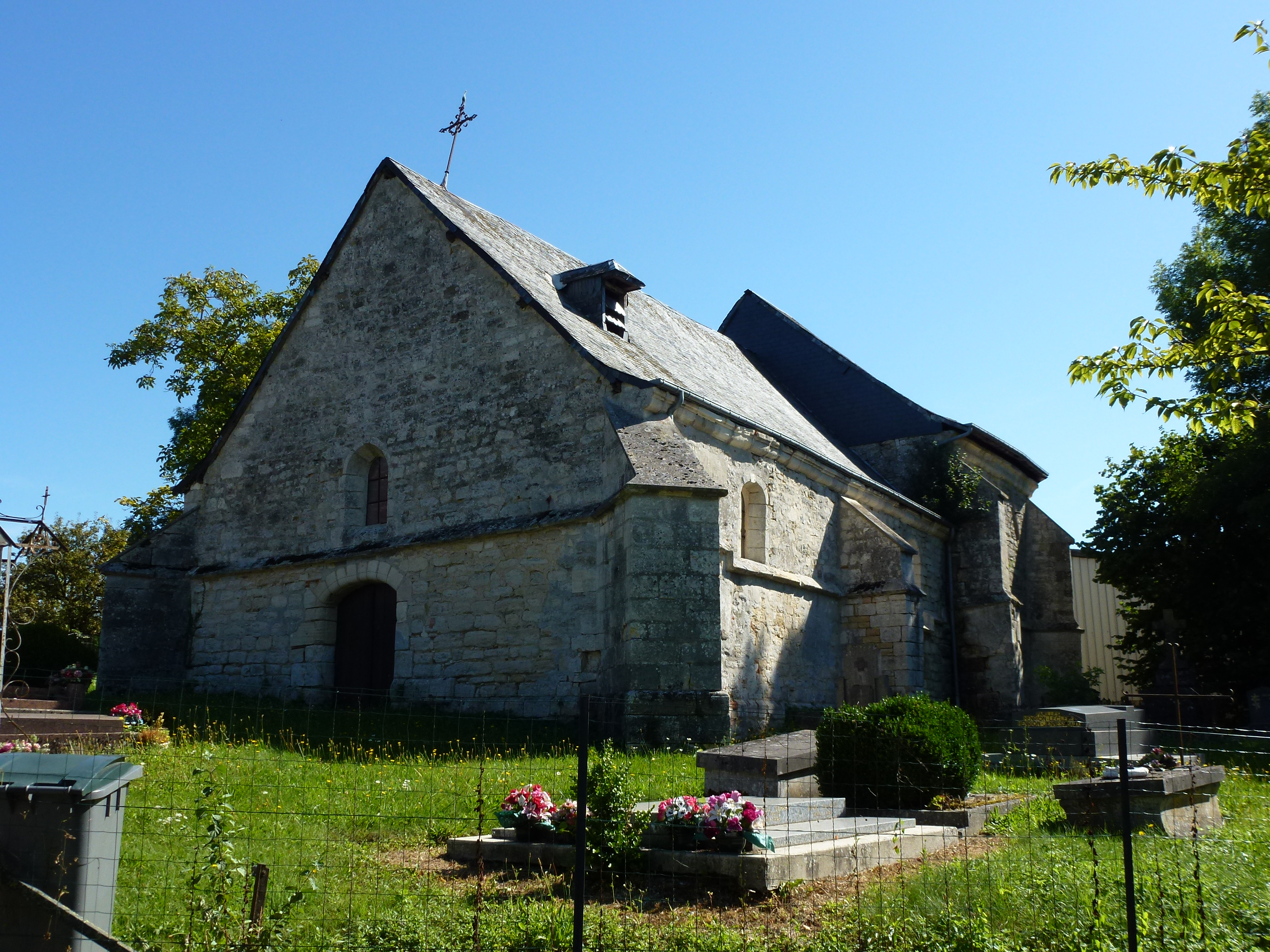
Kirche Saint-André de Machéroménil